# Disley
Disley es un pueblo canadiense situado en la provincia de Saskatchewan.

## Superficie
Disley tiene una superficie de 0,65 km².

## Demografía
En 2021, tenía 58 habitantes, una densidad poblacional de 88,9 hab./km², y 31 viviendas.